# Odysseas Eskitzoglu
Odysseas Eskitzoglu (en griego: Οδυσσέας Εσκιτζόγλου; El Pireo, 3 de mayo de 1932-El Pireo, 26 de agosto de 2018) fue un deportista griego que compitió en vela en la clase Dragon. Participó en tres Juegos Olímpicos de Verano entre los años 1960 y 1968, obteniendo una medalla de oro en Roma 1960 en la clase Dragon.

## Palmarés internacional
| Juegos Olímpicos | Juegos Olímpicos | Juegos Olímpicos | Juegos Olímpicos |
| Año              | Lugar            | Medalla          | Clase            |
| ---------------- | ---------------- | ---------------- | ---------------- |
| 1960             | Roma (Italia)    | Medalla de oro   | Dragon           |